# Port lotniczy Kerema
Port lotniczy Kerema (IATA: KMA, ICAO: AYKM) – port lotniczy zlokalizowany w mieście Kerema, w Papui-Nowej Gwinei.